# Nintendo Switch 2 Welcome Tour
Nintendo Switch 2 Welcome Tour est un jeu vidéo développée par Nintendo Cube et édité par Nintendo. Sorti mondialement le 5 juin 2025 en tant que titre de lancement de la Nintendo Switch 2, il n'est disponible qu'en version numérique sur le Nintendo eShop. 
Welcome Tour a pour but de familiariser les joueurs avec les différentes possibilités de jeu de la Nintendo Switch 2, incarnant un rôle similaire à celui de Wii Sports pour la Wii, Nintendo Land pour la Wii U ou 1-2 Switch pour la Nintendo Switch.

## Système de jeu
Le jeu est essentiellement une « galerie numérique » de mini-jeux, chacun conçu pour démontrer certaines fonctions de la Nintendo Switch 2. Il y a quatre activités principales, à savoir la collecte de tampons sur des podiums qui marquent chaque point d'intérêt de l'accessoire sur lequel le joueur se trouve, des démonstrations techniques qui présentent une particularité de la console, des mini-jeux avec un système de score élevé, et des échoppes d'information qui enseignent au joueur une certaine partie de la console, suivie d'un quiz à la fin de chacunes d'elles.
En tant qu'introduction à la Nintendo Switch 2, Welcome Tour présente les différentes fonctionnalités et la conception de la console dans un cadre d'exposition virtuelle ressemblant à cette dernière. Au fur et à mesure de sa progression, le joueur gagne des médailles, et une liste de contrôle affiche le nombre de médailles qu'il lui reste à collecter. Le jeu propose également des défis qui nécessitent une cybercaméra, les boutons GL et GR des Joy-Con 2 ou de la manette Pro, ainsi qu'un télévision à ultra-haute définition. Les missions peuvent être ignorées, mais il est nécessaire de les terminer avec les accessoires pour obtenir une médaille d'or.

## Développement
Welcome Tour est annoncé le 2 avril 2025, lors d'un Nintendo Direct axé sur la Nintendo Switch 2. Des critiques apparaissent autour du titre lorsqu'il est annoncé que le jeu serait payant plutôt que préinstallé, coûtant 9,99 $ aux États-Unis ou 14,99 $ au Canada. De nombreux consommateurs et journalistes estiment que le jeu aurait dû être gratuit avec la console, établissant des comparaisons négatives avec Wii Sports pour la Wii. Reggie Fils-Aimé, ancien président de Nintendo of America, se prononce en désaccord avec cette décision en mettant en évidence l'importance des jeux préinstallés. Le titre paraît le 5 juin 2025, le même jour que la Nintendo Switch 2, via le Nintendo eShop.

## Accueil
Selon le site agrégateur de critiques Metacritic, Nintendo Switch 2 Welcome Tour reçoit des critiques « mitigées ou moyennes », sur la base de 47 critiques. Au moment de sa sortie, le titre était l'un des moins bien notés de 2025 selon Metacritic, dans une liste de jeux ayant reçu plus de sept critiques, et est le jeu de Nintendo le moins bien noté depuis Animal Crossing: Amiibo Festival, sorti en 2015. 25 % des critiques recommandent le jeu, avec une note moyenne de 61 %, selon OpenCritic. Les critiques se sont principalement concentrées sur le fait que le jeu était un ajout payant, plutôt qu'un jeu intégré à la console. Le jeu est comparé à Nintendo Land pour la Wii U ou Astro's Playroom pour la PlayStation 5, deux titres préinstallés et gratuit. Nintendo Life donne un avis positif sur le jeu, écrivant qu'il s'agit d'une « exposition de matériel calme et étonnamment attrayante, avec une poignée de mini-jeux sympas ». À l'inverse, James Stephanie Sterling, pour The Jimquisition, attribue une note de 1/10 au jeu, estimant que Welcome Tour « est peut-être la merde la plus paresseuse qu'un éditeur ait jamais sortie ».
Nintendo Switch 2 Welcome Tour reçoit un accueil plus positif au Japon. Game*Spark écrit que les mini-jeux servent à démontrer la technologie, contrairement à Wii Play qui aidait les utilisateurs à s'habituer à la console par le biais de mini-jeux, et qu'il vise donc principalement un public curieux qui s'intéresse aux anecdotes sur les coulisses de la console. Kenta Hatakenaka, de GAME Watch, compare le jeu à 1-2-Switch et à Wii Play, notant que ces jeux sont des exemples de logiciels qui présentent le matériel de la console par le biais de mini-jeux. Il estime également que Welcome Tour se distingue des autres jeux par une explication plus approfondie des mécanismes par rapport aux titres antérieurs. Toshin Kagami, de Real Sound, loue le jeu pour ses explications claires et faciles à comprendre des mécanismes, et considère les démonstrations techniques intéressantes. Il note également que le jeu offre une bonne expérience en tant que musée virtuel. Cependant, Kagami considère les mini-jeux et le prix comme un frein, expliquant qu'il « ne recommandera pas ce jeu aux personnes qui veulent juste jouer à des jeux amusants sur la Switch 2 ».